# ПАС на літніх Олімпійських іграх 1948
Південно-Африканський Союз брав участь у XIV літніх Олімпійських іграх 1948 року в Лондоні (Велика Британія) дев'ятий раз за свою історію.
35 спортсменів (34 чоловіки та 1 жінка) брали участь у змаганнях з 34 дисциплін у 10 видах спорту. Команда виборола дві золоті, одну срібну та одну бронзову медалі.
Наймолодшим членом команди став важкоатлет Іссі Блумберґ (18 років, 182 дні), найстарішим — вітрильник Герберт МакВільямс (41 рік, 54 дні).

## Золото
- Бокс, чоловіки, легка вага — Джеральд Дреєр.
- Бокс, чоловіки, напівважка вага — Джордж Гантер.

## Срібло
- Бокс, чоловіки, напівлегка вага — Денніс Шеферд.

## Бронза
- Бокс, чоловіки, важка вага — Джон Артур.